# Limbiate
Limbiate és un municipi italià, situat a la regió de la Llombardia i a la província de Monza i Brianza. L'any 2004 tenia 32.680 habitants.